# Mediolano

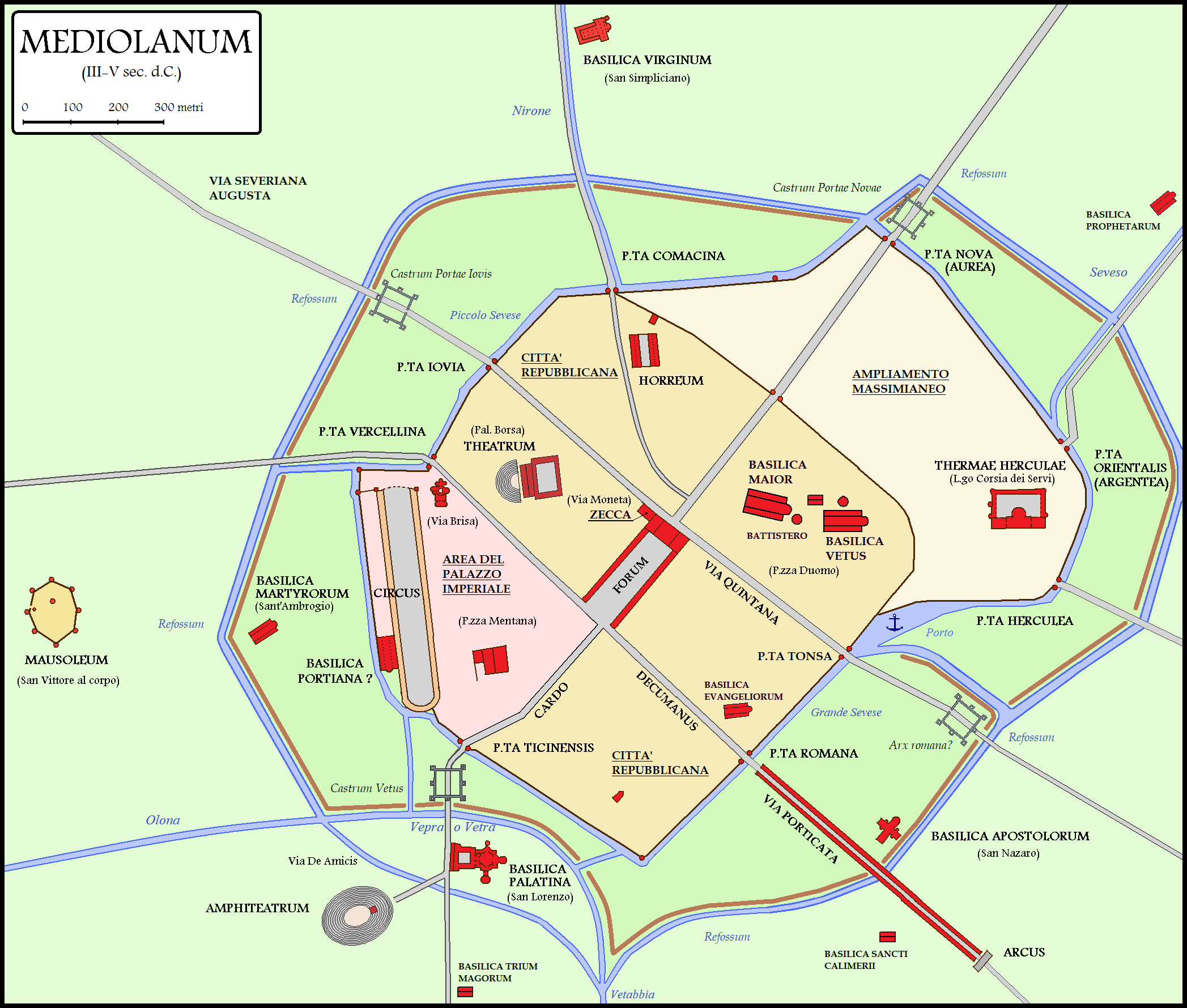
A antiga Milão romana (Mediolano) com os muros romanos, o fórum romano (praça principal), o teatro romano, o anfiteatro, o circo romano, io palácio imperial, a casa da moeda, as Termas de Hércules, o mausoleu imperial e as basílicas paleocristãs.

Mediolano (em latim: Mediolanum; atual Milão, na Itália), foi uma importante cidade celta e romana, um dos grandes centros do norte da Itália. Sua história se inicia com os ínsubres, por volta de 600 a.C. Foi conquistada pelos romanos, e acabou por se tornar um dos principais centros do cristianismo ocidental, e capital do Império Romano do Ocidente (286–402), até seu declínio, após os danos causados pela Guerra Gótica, sua captura pelos lombardos em 569 d.C. e sua decisão de fazer de Pavia a capital do Reino Lombardo.

## História

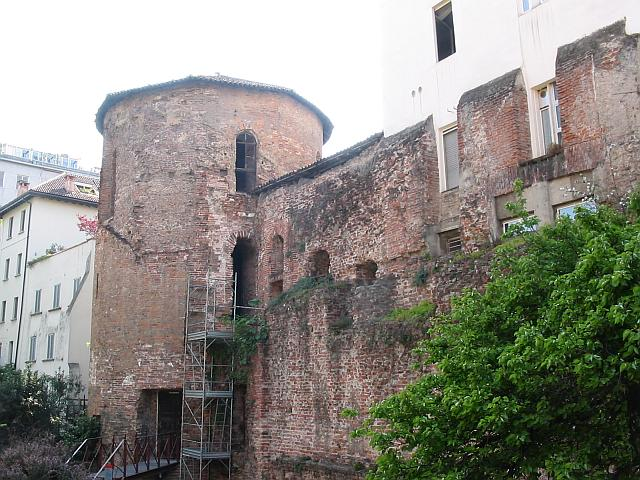
Seção da muralha romana (11 metros de altura), com uma torre de 24 lados

Mediolano parece ter sido fundada por volta de 600 a.C. pelos ínsubres, um povo celta, para quem esta região da Itália setentrional se chamava Insúbria. Os romanos, liderados pelo cônsul Cneu Cornélio Cipião Calvo, enfrentaram os ínsubres e capturaram a cidade em 222 a.C., depois que o chefe dos ínsubres se submeteu à autoridade de Roma e lhes deu o controle da cidade. Eventualmente toda a região foi conquistada, e passou a formar uma província chamada de Gália Cisalpina - a "Gália" desde lado dos Alpes" - e pode ter dado origem ao seu nome latino-celta: o elemento -lanum do nome é o equivalente celta de -planum, "plano"; assim, Mediolanum significaria "em meio ao plano".